# Tajkun
Tajkún je novejša tujka , ki označuje zelo premožnega poslovneža. Izvira iz japonskega »taikun« (kanji: 大君) in pomeni »veliki gospod«. To je bil naslov šogunov. V ameriško angleščino (pišejo: »tycoon«) so jo prenesli v 19. stoletju kmalu po vrnitvi poveljnika ladjevja (komodorja) Perryja, ki je  izsilil odpiranje Japonske. Kasneje je beseda označevala predvsem mogočne poslovneže. V nekdanjih socialističnih državah z besedo tajkun označujejo osebe, ki so si v času privatizacije in uvajanja kapitalsko-tržnega sistema ustvarile veliko bogastvo in mrežo poslovnih povezav. Kot slabšalna beseda nadomešča manj označene »milijonar« in »magnat«.
V Sloveniji se je pojem tajkunov in »tajkunizacija«, kot način obvladovanja gospodarstva z mrežami povezanih novih bogatašev, pričel pogosteje uporabljati po tem, ko je predsednik vlade Janez Janša sprožil proti-tajkunsko kampanjo oziroma vojno.